# مون-سن-گرگوآر، کبک
مون-سن-گرگوآر (به فرانسوی: Mont-Saint-Grégoire) شهری در منطقه شهری لو او-ریشولیو ناحیه مونترژی در استان کبک کانادا است. در سرشماری سال ۲۰۱۱ این شهر ۳٬۰۷۷ نفر جمعیت داشته‌است و مساحت آن ۷۹٫۹۲ کیلومتر مربع است.